# منوچهر سالور
منوچهر میرزا سالور (زاده مهر ۱۲۹۳ – درگذشت ۴ دی ۱۳۸۹) کارآفرین، صنعتگر و نیکوکار ایرانی بود. 

## تولد و تحصیلات
منوچهر سالور در سال ۱۲۹۳ در محله عودلاجان تهران زاده شد. پدرش حسینقلی میرزا عمادالسلطنه و پدربزرگش عبدالصمد میرزا عزالدوله (فرزند محمدشاه قاجار) بودند. دوران نوجوانی خود را در دبیرستان صنعتی گذراند و پس از آن در سال ۱۳۱۴ وارد دانشکده صنعتی (دانشگاه علم و صنعت فعلی) شد. و در همین زمان بصورت کارآموز در کارخانه سیمان ری که به تازگی تاسیس شده بود، مشغول بکار شد.

## دوران مدیریتی
سالور پس از پایان تحصیلات دانشگاهی به استخدام کارخانه سیمان ری درآمد. او بخاطر استعداد درخشانش در مدیریت توانست در مدت کوتاهی روند پیشرفت در این کارخانه را از کارآموزی تا مدیریت آن طی کند. در سال ۱۳۲۵ و با نفوذ حزب توده در صنعت ایران او مجبور میشود مدیریت کارخانه را رها کند و به کارهای دیگری چون بازرس فنی نخست وزیر مشغول شود، اما یکسال بعد در آذر ۱۳۲۶ او دوباره به کارخانه سیمان بازگشت. توانمندی او در مدیریت موجب شد که در سال ۱۳۲۷ سازمان برنامه و بودجه اورا مامور مکانیابی و احداث و مدیریت کارخانه سیمان فارس کند. در همین زمان که کارخانه سیمان فارس در حال شکل گرفتن بود سازمان برنامه، جهت تامین مصالح ساخت سد دز طرحی برای تاسیس کارخانه سیمان دورود هم در حال بررسی داشت و سالور برای این کار هم انتخاب نخست سازمان بود. این دو کارخانه بعد از راه اندازی باهم ادغام شد و ریاست کل آن به سالور واگذار گردید. درواقع منوچهر سالور توانست با مدیریت خود ایران را از واردات سیمان برای پروژه های عظیم نفتی، گازی و عمرانی در جنوب کشور بی نیاز کند. در آن زمان سازمان برنامه به منوچهر سالور به چشم یکی از مدیران استراتژیک و توسعه ای کشور نگاه می کرد و تلاش داشت تا از او برای تحقق طرح های توسعه ای در مناطق مختلف استفاده کند، بهمین خاطر علاوه بر راه اندازی و مدیریت پنج کارخانه سیمان بزرگ کشور، حالا مشارکت در راه اندازی چند کارخانه بزرگ قند در ایران نیز به او محول شد. کارخانه قند فسا، قند قهستان، قند پارس، قند اقلید و قند یاسوج از جمله آنها بود.
منوچهر سالور در هیچکدام از مجموعه های تحت مدیریتش اجازه نمیداد مهندسان خارجی رشته ی امور را در دست بگیرند، او اعتقاد داشت که در نهایت تمام صنعت کشور باید بدست خود ایرانیان اداره شود و بهمین خاطر افراد زیادی را برای یادگیری و کارآموزی با مهندسان خارجی همراه میکرد، همچنین او خودرا به تامین امکانات زندگی خوب مانند مسکن، خدمات رفاهی، درمانی و حتی تحصیلی برای کارگرانش مقید میدانست. علاوه براین او در کارهای خیریه نیز فعال بود و در ساخت مدارس مختلف و موسسه های درمانی مشارکت می کرد. پس از انقلاب اسلامی با حکم دوست قدیمی اش، مهدی بازرگان به سرپرستی بنیاد پهلوی که حالا به بنیاد علوی تغییر نام داده بود منصوب شد، اما این روند مدت زیادی دوام نیاورد و پیش از پایان دولت بازرگان، منوچهر سالور از این بنیاد کناره گیری کرد و دیگر مدیریت هیچ نهادی به او پیشنهاد نشد.

## سرانجام
او پس از کنار گذاشته شدن از عرصه مدیریتی، به نگارش خاطرات خود پرداخت که بصورت کتاب منتشر شد. در سال پایانی دهه هفتاد و در دوران ریاست جمهوری محمد خاتمی برای او مجلس بزرگداشتی ترتیب داده شد و کتابخانه دانشکده مکانیک علم و صنعت بنام او نامگذاری شد. منوچهر سالور سرانجام در چهارم دیماه سال ۱۳۸۹ در سن نود و شش سالگی در بیمارستان پاستور نو درگذشت و پیکرش در آرامگاه خانوادگی اش در بهشت معصومه قم به خاک سپرده شد.